# بليدا (مرجعيون)
بليدا  هي إحدى القرى اللبنانية في جبل عامل من قرى قضاء مرجعيون في محافظة النبطية.
تقع على الحدود تماما مع أراضي شمال فلسطين المحتل. يبلغ عدد أبناء البلدة 9000 شخص منهم 1200 يسكنون فيها حاليا والبقية هجروا منها أو تركوها عندما احتلت البلدة من قبل قوات الاحتلال الإسرائيلية وقبلها. تعيش جالية ضخمة من أهل القرية في ألمانيا ويخبر المقيمون فيها عن خمس مئة عائلة مهاجرة إلى ألمانيا. لا تزال العديد من أراضي القرية ومزارعها المنتشرة من حدود سهل الحولة حتى سهل قدس محتلة من قبل إسرائيل. خلال العدوان الإسرائيلي على لبنان في عام 2006 تعرضت البلدة بسبب موقعها المجاور للحدود اللبنانية الإسرائيلية، إلى العديد من الغارات الجوية مما أدى إلى مقتل عدد من أبنائها وجرح عدد آخر استنادا إلى منظمة حقوق الإنسان (Human Rights Watch)، كما ذكر شهود عيان أن القوات الإسرائيلية كانت تستخدم القنابل العنقودية خلال قصفها للبلدة

## موقعها الجغرافي
ميس الجبل من الغرب وعيترون من الشمال والشرق وفلسطين المحتلة من الجنوب
ارتفاعها 650 متراً عن سطح البحر.
يمكن الوصول إلى بليدا عبر طريقين رئيسيين من بيروت:
- الأول عن طريق: صيدا - صور - جويا - تبنين - بيت ياحون - كونين - بنت جبيل – عيترون- بليدا> (130 كلم).
- الثاني عن طريق: النبطية - كفرتبنيت - دير ميماس - كفركلا - العديسة - مركبا - حولا - ميس الجبل - بليدا>(120 كلم).
- ومن البقاع عن طريق: حاصبيا - جديدة مرجعيون- كفركلا - العديسة - مركبا - حولا - ميس الجبل- بليدا> (80 كلم).

بليدا هي اخر بلدة في قضاء مرجعيون ومنها يبدأ قضاء بنت جبيل والغريب ان بليدا لا تبعد عن بنت جبيل كثيراً الا انها تابعة لقضاء مرجعيون والسبب في ذلك يعود لأهداف انتخابية أيام الأقطاع التي عانت منه المنطقة في السابق.

## معنى اسم (بليدا)
ورد في كتاب كشكول البحراني: «بليدا بجوار قدس وفيها البئر الذي سقى منه موسى غنم شعيب».
وفي قاموس لبنان: «بليدا (كتبت بلديا غلطاً) تابعة مديرية تبنين من محافظة صور سكانها 313 شيعة».
وبليدا يلفظها الناس بسكون الباء الموحدة وكسر اللام والمثناة التحتية والدال المهملة.

## مسجد بليدا الاثري
في الحارة الوسطى في بليدا يوجد مسجد عمره أكثر من 3000 عام
كان بالاصل قصر لاحد السلاطين أو الملوك وهو بالحقيقة قصر وقلعة حصن لان الملك الذي كان يسكنه كان محصنه بحيطان سميكة بحبث تقاوم اية مواجهة أو عواصف أو أمطار أو حروب
وكان في الحصن نوافذ هي بالحقيقة مرمى سهام إلى الخارج وهي موزعة على الحيطان بطريقة عسكرية فذة
على باب المسجد أي القلعة يوجد على طرفي الباب ركيزتين هم للحراس الذين يقفون على الباب
وعلى جدران القلعة من الخارج احجار منحوتة بطريقة عبقرية جدا بحيث ان كل حجر به رسم وشكل عجيب
تم حفر المسجد من الداخل في زمن الاحتلال الصهيوني
وعلى عمق أربعة امتار وجدت صخرة كبيرة جدا مكتوب عليها بلغة سريانية
كما انه تم العثور في باحة المسجد في الخارج على صخرة تشبه نفس الصخرة بالداخل وعليها نفس النقوش
كان الذين يحفرون يبحثون عن كنز وعندما وجدوا الصخرات اعادوا ردم الحفر لانهم لا يهتمون بالاثار ولا خبرة لهم بتفسير اللغات السريانية القديمة
تم قصف سقف المسجد خلال الاجتياح الصهيوني إلى لبنان ولكنه رمم بسرعة ولم تحدث به اضرار كثيرة
تم تحويل تلك القلعة إلى مسجد وإلى الآن لا يوجد في جنوب لبنان مسجد به اثارات غريبة كمسجد بليدا

## أسماء العائلات
- عائلة:(داوود)> يتفرع منها: حيدر، خليل، موسى، سلمان، الحاج، قاسم، معالي، حسن، حسين.
- عائلة:(كعور)
- عائلة:(غازي)> يتفرع منها: حجازي، إسماعيل، ضاهر، حسن.
- عائلة:(خليل)> يتفرع منها:، يوسف، ضاهر، سلامه، حسن، طراف، محمد، إبراهيم، عباس، سليم، عليان، رحال، محسن.
- عائلة:(مصطفى)> يتفرع منها: عيسى، زينة، حسين، ياسين.
- عائلة:(مرجي)> يتفرع منها: فاعور، فقيه.و سليمان
- عائلة:(حجازي)> يتفرع منها: علي، إبراهيم.
- عائلة:(حناوي)
- عائلة:(فرحات)

عائلة:(جابر)
- عائلة:(بيضون)
- عائلة:(شبلي)
- عائلة:(نعمة)
- عائلة:(إبراهيم)

## الزراعة والتجارة
تعتمد بلدة (بليدا) بزراعتها على الحبوب كالقمح والشعير والذرة والتبغ الذي يعتبر من أهم الزراعات كمورد للرزق إلى جانب اشتهارها بأشجار اللوز والزيتون والتين والصبار بالأضافة إلى ثروة حيوانية لا بأس بها من ابقار واغنام وعدد من الجياد الأصيلة.
ويوجد في البلدة مرفق صناعي وتجاري مهميوجد عدد من معامل احجار الباطون ومعمل لتصنيع البلاط والرخام والبودرة وأكثر من مصنع
للحدادة الأفرنجية والنجارة ومصنعين أبواب المنيوم وعدد من المحلات لبيع الأدوات المنزلية وعدد لا بأس به من محلات السمانة وملحمة وفرن ومطعم ومحلين للأدوات الصحية ومستلزمات البناء وعدد من الكراجات لتصليح السيارات والدواليب وعدد من محلات بيع اكسسوار للسيارات ومحطتين وقود في البلدة وصالونين للحلاقة، وعدد من المناحل لإنتاج العسـل، وعدد من المصالح المنوعة.

## وصلات خارجية
لمزيد من الاطلاع على أحوال هذه البلدة زيارة موقع بلدية بليدا